# Svensk mesterskab i ishockey 1924
Det svenske mesterskab i ishockey 1924 var det tredje svenske mesterskab i ishockey for mandlige klubhold. Mesterskabet havde deltagelse af otte klubber, der alle var fra Stockholm-området, og turneringen blev afviklet i perioden 26. februar - 5. marts 1924 i Stockholm.
Mesterskabet blev vundet af IK Göta, som i finalen vandt 3-0 over Djurgårdens IF, og som dermed vandt mesterskabet for tredje år i træk, og som fortsat var det eneste hold, der havde vundet mesterskabet. Det var andet år i træk, at IK Göta og Djurgårdens IF mødtes i SM-finalen, og selv resultatet (3-0) var en gentagelse fra det foregående års finale.
Semifinalen mellem Djurgårdens IF og IFK Stockholm blev en maratonkamp, der krævede hele ni perioder, inden der var fundet en afgørelse på kampen og førstnævnte havde vundet med 8-6.

## Resultater

### Første runde
| Dato      | Kamp                          | Res. |
| --------- | ----------------------------- | ---- |
| 26. febr. | IK Göta - Hammarby IF         | 3–2  |
| 26. febr. | IF Sankt Erik - Tranebergs IF | 1–0  |
| 26. febr. | Djurgårdens IF - IF Linnéa    | 7–0  |
| 27. febr. | IFK Stockholm - Nacka SK      | 8–1  |

### Semifinaler
| Dato      | Kamp                           | Res. |
| --------- | ------------------------------ | ---- |
| 28. febr. | IK Göta - IF Sankt Erik        | 6–1  |
| 29. febr. | Djurgårdens IF - IFK Stockholm | 8–6  |

### Finale
| Dato     | Kamp                     | Res. | Tilsk. |
| -------- | ------------------------ | ---- | ------ |
| 5. marts | IK Göta - Djurgårdens IF | 3–0  | 1.000  |

## Mesterholdet
IK Götas mesterhold bestod af følgende spillere:
- Georg Brandius-Johansson (2. titel)
- Birger Holmqvist (2. titel)
- Gustav Johansson (1. titel)
- Einar Lundell (3. titel)
- Einar Olsson (3. titel)
- Einar Svensson (3. titel)